# Sheykh Mehdī
Sheykh Mehdī (persiska: Sheykh Mādī, شیخ مهدی) är en ort i Iran.   Den ligger i provinsen Khuzestan, i den centrala delen av landet, 500 km söder om huvudstaden Teheran. Sheykh Mehdī ligger 1 609 meter över havet och antalet invånare är 458.
Terrängen runt Sheykh Mehdī är bergig västerut, men österut är den kuperad. Runt Sheykh Mehdī är det ganska tätbefolkat, med 56 invånare per kvadratkilometer. Närmaste större samhälle är Dehdez, 6,8 km nordost om Sheykh Mehdī. Omgivningarna runt Sheykh Mehdī är i huvudsak ett öppet busklandskap.